# Paleoamàsids
Els paleoamàsids (Palaeomasiidae) són una família extinta de mamífers de l'ordre dels embritòpodes. Se n'han trobat restes fòssils a Europa i Àsia, a les vores de l'antic mar de Tetis. McKenna i Bell (1997) consideren aquest grup com a subfamília dels arsinoïtèrids.

## Classificació
Família Palaeoamasiidae Sen i Heintz, 1979
- Gènere Palaeoamasia Ozansoy, 1966
  - Palaeoamasia kansui Ozansoy, 1966
- Gènere Hypsamasia Maas, Thewissen i Kappelman, 1998
  - Hypsamasia seni Maas, Thewissen i Kappelman, 1998
- Gènere Crivadiatherium Radulesco, Iliesco i Iliesco, 1976
  - Crivadiatherium iliescui Radulesco i Sudre, 1985
  - Crivadiatherium mackennai Radulesco, Iliesco i Iliesco, 1976